# Saïda (Algérie)
Pour les articles homonymes, voir Saïda.
Saïda (en arabe : سعيدة-el OUGBANE ) est une commune d'Algérie et chef-lieu de la wilaya de Saïda, située dans le nord-ouest de l'Algérie. Elle est surnommée la ville des eaux, grâce à ses sources.

## Géographie
La ville est localisée en Algérie du nord-ouest, à 800 mètres d'altitude, à la source des oueds Oukrif et Saïda, sur les contreforts sud de la chaîne de montagne de l'Atlas située en bordure nord des Hauts Plateaux du Sud Oranais. La ville s'étire juste en bordure du versant méridional de l'Atlas qui la protège des vents du nord. La ville s'élève par escarpements depuis le fond de la vallée jusqu'à une élévation de quelque 1 200 mètres.

### Localisation
Le territoire de la commune de Saïda est situé au centre géographique du territoire de la wilaya de Saïda et â 75 km au sud de Mascara, à 164 km au sud-est d'Oran, à 190 km à l'est d'Oujda et à 461 km à l'ouest d'Alger.

### Situation
| Doui Thabet, Ouled Khaled | Ouled Khaled (Rebahia) | Ouled Khaled |
| Doui Thabet               | Saïda                  | Ouled Khaled |
| Aïn El Hadjar             | Aïn El Hadjar          | El Hassasna  |

### Relief, géologie, hydrographie
La ville de Saïda est située à 830 mètres d'altitude dans la vallée de l'oued Saïda entre les monts de Saida à l'est et les monts de Daïa à l'ouest. L'oued Saïda borde la ville par l'ouest. Un autre cours d'eau bordait la ville par l'est, l'oued Oukrif, aujourd'hui disparu et englouti par l'extension de la ville.

### Climat
| Mois                              | jan. | fév. | mars | avril | mai  | juin | jui. | août | sep. | oct. | nov. | déc. | année |
| --------------------------------- | ---- | ---- | ---- | ----- | ---- | ---- | ---- | ---- | ---- | ---- | ---- | ---- | ----- |
| Température minimale moyenne (°C) | 3,8  | 2,5  | 5    | 7     | 10   | 14   | 17   | 18   | 15   | 11,5 | 7,5  | 4,5  | 9,6   |
| Température moyenne (°C)          | 8,9  | 8,7  | 11,5 | 14    | 18   | 23   | 26,5 | 27   | 22,5 | 18,2 | 12,7 | 9,7  | 16,8  |
| Température maximale moyenne (°C) | 17   | 15   | 18   | 21    | 26   | 32   | 36   | 36   | 30   | 25   | 18   | 15   | 24,1  |
| Précipitations (mm)               | 38,8 | 37,9 | 46,6 | 37,3  | 26,5 | 12,4 | 3,4  | 10,2 | 15,6 | 36,6 | 33,5 | 36,8 | 335,6 |

| Diagramme climatique                                  |           |         |         |          |          |         |          |          |            |           |           |
| J                                                     | F         | M       | A       | M        | J        | J       | A        | S        | O          | N         | D         |
| 173,838,8                                             | 152,537,9 | 18546,6 | 21737,3 | 261026,5 | 321412,4 | 36173,4 | 361810,2 | 301515,6 | 2511,536,6 | 187,533,5 | 154,536,8 |
| Moyennes : • Temp. maxi et mini °C • Précipitation mm |           |         |         |          |          |         |          |          |            |           |           |

## Voies de communication et  transports

### Routes
La ville est traversée par la route nationale 6 qui permet de rejoindre Mascara au nord et Bougtoub au sud. La RN92 conduit à Sidi Bel Abbès au nord-ouest et Aïn Skhouna au sud-est. Un aérodrome avec une piste de 1 300 m, a été construit à Aïn Zeghat à 5 km au nord mais il n'a toujours pas été inauguré.
Un prolongement de la pénétrante autoroutière de Mascara est prévue pour desservir la ville de Saïda.

### Transport ferroviaire
La ville a été desservie par la ligne de chemin de fer d'Oran à Bechar avec une première section d'Arzew à Saïda inaugurée le 28 septembre 1879 avant d'être prolongée vers Ain Sefra puis Béchar le 21 avril 1906. L'ouverture d'une nouvelle section entre Ras El Ma et El Biod a changé le tracé de la ligne d'Oran à Béchar qui ne passe plus par Saïda depuis 2009 mais par Sidi Bel Abbes.
Dans le cadre de la création de la ligne de chemin de fer « rocade des hauts plateaux », Saïda est reliée depuis 2017 à Sidi Bel Abbes depuis Moulay Slissen, qui permet de rejoindre Oran en 2h30 au lieu de 4h30 comme par le passé. Une seconde ligne vers l'est en direction de Tiaret et Boughezoul est en cours de construction.

### Aéroport
La ville dont l"aéro-club a été inauguré en 1933 est dotée d'une piste bitumée de 1 200 mètres rénovée en 2008 mais elle ne possède pas d’aérodrome.

## Histoire
La ville était un site d'une importance militaire conséquente depuis la construction d'un fort romain. Saïda était une forteresse de l'émir Abd el-Kader, le résistant algérien qui a fait brûler la ville quand l'armée française s'est approchée le 22 octobre 1841. Elle tombe finalement aux mains des Français à l'automne 1844. Le centre de colonisation est créé par ordonnance le 21 juillet 1845.
La Saïda moderne fut fondée comme un poste militaire français avancé et a hébergé le 2e régiment de la Légion étrangère française. Sa croissance a été stimulée par l'arrivée de la voie ferrée Oran-Colomb-Béchar en 1862. Elle devint une commune autonome le 2 août 1880.

## Démographie
| 1954   | 1960   | 1966   | 1977   | 1987   | 1998    | 2008    |
| ------ | ------ | ------ | ------ | ------ | ------- | ------- |
| 18 856 | 21 396 | 33 497 | 62 064 | 80 825 | 113 533 | 128 413 |

## Économie
Une zone industrielle de 71 hectares est créée au nord de la ville. L'eau minérale Saïda créée en 1967 et rachetée par le groupe privé Yaïci a longtemps été leader sur le marché algérien.

## Enseignement

### Enseignement supérieur
La ville de Saida possède une université depuis 2009 dénommée Université: Dr Tahar Moulay. À l'origine, ce fut une école normale supérieure créée en 1986, devenue un centre universitaire en 1998.

### Enseignement scolaire
La ville de Saïda compte onze lycées qui sont : Lycée Ibn Sahnoun ElRachedi, Lycée Berhou Mohamed, Lycée Bouamama, Lycée Bouanani Eldjilali, Lycée Touhami Mustapha, Lycée Chaouch Abdelhamid, Lycée Tandjaoui Ahmed, Lycée Abdelmoumen, Lycée Kadi Mohamed, Lycée Madani Bouziane, Le Nouveau Lycée.
Elle compte aussi dix neuf (19) collèges (CEM) et cinquante deux(52) écoles primaires.

## Vie quotidienne

### Langues
Les langues parlées à Saïda sont majoritairement l'arabe algérien et accessoirement le français. Le français est parlé par la catégorie lettrée de la population : enseignants, journalistes, artistes, fonctionnaires… Enfin, le tamazight est très peu parlé dans cette région. Les Kabyles ne le parlent que rarement en public. Son usage est réservé à la sphère privée. En général, le contexte sociolinguistique de cette région n'est pas si différent de celui du contexte sociolinguistique oranais.

### Sport
La ville de Saida compte un club de football local qui traduit l'enthousiasme sportif de la population locale; le club a aussi une section de handball: Le Mouloudia Club de Saïda créé en 1947, vainqueur de la coupe d'Algérie en 1965. Il évolue en 2011/2012 en première division du championnat algérien de Football. Le Mouloudia Club de Saïda: doyen du handball algérien, il est créé en 1958. Il évolue en 2010/2011 en première division du championnat algérien de Handball ayant obtenu le titre de champion d'Algérie en 2016.

## Sports

### Football
- Independent Saidéen Club de football fondé dans la ville de Saïda par des amateurs du sport et du football, les équipes du la IS portaient les couleurs vert et Blanc.
- Racing Club SaidéenClub de football fondé dans la ville de Saïda par des amateurs du sport et du football, les équipes du la RCS portaient les couleurs noir et blanc.
- Football Club SaidéenClub de football fondé en 1912 dans la ville de Saïda par des amateurs du sport et du football, les équipes du la FCS[7] portaient les couleurs Blanc et Mauve.
- Gaité Club SaidaClub de football fondé en 1918 dans la ville de Saïda par des amateurs du sport et du football, les équipes du la GCS[8] portaient les couleurs Bleu et Blanc, papillon rouge.
- Gallia Club SaidéenClub de football fondé en 1920 dans la ville de Saïda par des amateurs du sport et du football, les équipes du la GCS portaient les couleurs vert et Blanc.
- Football Club Musulman SaidéenClub de football fondé en 1926 dans la ville de Saïda par des amateurs du sport et du football, les équipes du la FCMS portaient les couleurs vert et Blanc.
- Union Sportive Musulmane Saidéenne Club de football fondé dans la ville de Saïda par des amateurs du sport et du football, les équipes du la USMS portaient les couleurs Blanc et noir. Le président du club en 1 janvier 1933 est M.Mazonni Mohamed. Correspondant M.Bachir Mouley
- Mouloudia Club Saïda Club de football fondé en 1947 dans la ville de Saïda par des amateurs du sport et du football, les équipes du la GCS portaient les couleurs vert et rouge.

## Personnalités liées à la commune
- El-Boudali Safir (1908-1999), professeur de lettres, musicologue et essayiste, y est né ;
- Saïd Amara (1933-2020), footballeur, y est né ;
- Ahmed Medeghri (1934-1974), ancien ministre de l'Intérieur, y est né ;
- Mohamed El Habib Maâta (1938-1962), homme politique, y est né ;
- Meriem Derkaoui (née en 1955), maire d'Aubervilliers (France) entre 2016 et 2020, y est née ;
- Cheb Mami (né en 1966), chanteur de raï et acteur, y est né ;
- Abdelkrim Kerroum (1936-2022), joueur de football, y est né ;
- Lydia Ourahmane (1992), artiste algérienne, y est née.

## Référencement